# Вім Врінд
Вім Врінд (нід. Wim Vriend, 9 листопада 1941 — 30 вересня 2021) — нідерландський ватерполіст.
Учасник Олімпійських Ігор 1964 року.